# Kramarzewo (powiat działdowski)
Kramarzewo (niem. Krämersdorf) – wieś w Polsce położona w województwie warmińsko-mazurskim, w powiecie działdowskim, w gminie Działdowo.
W latach 1975–1998 miejscowość należała administracyjnie do województwa ciechanowskiego. W 1921 roku stacjonowała tu placówka 13 batalionu celnego.